# Isochlora albivitta
Isochlora albivitta är en fjärilsart som beskrevs av Alphéraky 1892. Isochlora albivitta ingår i släktet Isochlora och familjen nattflyn. Inga underarter finns listade i Catalogue of Life.